# 東洋ボデー
株式会社東洋ボデー（とうようボデー、TOYOBODY,Inc.）は、東京都武蔵村山市に本社を置く、日本の輸送機器メーカー。トラックボディの製造・販売を行っている。

## 概要
1952年に創業し、1963年4月に法人へ改組。平ボディ、ボトルカー、ガス会社や電気工事会社向けの工事車両、航空機のタイヤ交換車を主力とする。他社で主力製品となっているアルミバンは2016年に進出した。他にも輸出向けの平ボディや現金輸送車の製造も手掛けている。
中條守康代表取締役会長が先代から事業を承継した際、無借金で事業を承継した。
2016年に公開された映画「64-ロクヨン-前編 / 後編」において、ボトルカーをベースとした捜査指揮車両の製作を担当した。製作にあたっては、室内高をボトルカーの120cmから、主演を務める佐藤浩市の身長に合わせて190cmに変更した他、東洋ボデーにとっては初となる改良部分もあったという。

## 沿革
- 1952年1月 - 東京都三鷹市にて創業し、トラック用ボディの製造を開始。
- 1963年4月 - 株式会社東洋ボデーへ改組。
- 1972年8月 - 本社を東京都武蔵村山市へ移転。
- 1973年6月 - 小型トラック用ボディの製造を開始。
- 1987年4月 - 世界で初となる航空機のタイヤ交換車の製造を開始。
- 1991年8月 - 幌ウイング車の製造を開始。
- 1992年12月 - アルミ製平ボディの製造を開始。
- 1998年7月 - ハードウイング車の製造を開始。
- 2001年3月 - ボトルカー、ガス会社や電気工事会社向けの工事車両の製造を開始。
- 2016年9月 - アルミバンの製造を開始。